# Calacuccia
Calacuccia település Franciaországban, Haute-Corse megyében. Lakosainak száma 270 fő (2022. január 1.). Calacuccia Lozzi, Casamaccioli, Albertacce, Corscia és Corte községekkel határos.

## Népesség
A település népességének változása:
| Lakosok száma | 556  | 418  | 331  | 335  | 292  | 285  | 280  | 272  | 268  | 270  |
|               | 1968 | 1982 | 1990 | 2006 | 2013 | 2015 | 2017 | 2019 | 2020 | 2022 |